# Рэдуэй, Дженис
Дженис Рэдуэй (англ. Janice A. Radway, 29 января 1949, Энглвуд, Нью-Джерси, США) — американский историк книги, социолог литературы, исследовательница американской культуры.

## Биография
Училась в Мичиганском университете, здесь же защитила диссертацию по теме Феноменологическая теория популярной и элитарной литературы (1977). Преподавала в Пенсильванском университете и в Университете Дьюка, в настоящее время является почетным профессором последнего (кроме того, она — профессор Северо-западного университета). Была издателем журнала American Quarterly, президентом Ассоциации американистов (1998—1999).

## Научные интересы
Дж. Рэдуэй ведет свою работу на скрещении исследований массмедиа, американистики (изучение идентичности) и гендерной проблематики. Наибольшей известностью пользуется её монография о жанре любовного романа и клубе его читательниц, ставшая научной классикой (1984, несколько раз переиздавалась).

## Избранные труды
- Reading the Romance (1984, переизд. 1987, 1991, 2002)
- A Feeling for Books (1999)
- A History of the Book in America (2008, редакция)
- American Studies: An Anthology (2009, редакция)

## Издания на русском языке
- Читая любовные романы. Женщины, патриархат и популярное чтение / Пер. с англ. М.Курганской. Предисл. Б.Дубина. М.: Прогресс-Традиция, 2004 (Гендерная коллекция)